# Fissilt materiale
Spaltbart eller fissilt materiale er materiale som har de egenskaber, der kræves for at opretholde en nuklear kædereaktion. Materialet har således atomkerner, som kan spaltes i en fissionsprocess, og kan f.eks. være uran-235 og -233, eller plutonium-239 og -241. Fissilt materiale er materiale som kan bruges som kernebrændsel eller i kernevåben.
| Fysik | Spire Denne artikel om fysik er en spire som bør udbygges. Du er velkommen til at hjælpe Wikipedia ved at udvide den. |